# الكفور
الكفور هي إحدى القرى اللبنانية من قرى قضاء النبطية في محافظة النبطية.

## الموقع
تبعد كفور (النبطية) 77 كلم (47.8478 مي) عن بيروت عاصمة لبنان. ترتفع 460 م (1509.26 قدم - 503.056 يارد) عن سطح البحر وتمتد على مساحة 685 هكتاراً (6.85 كلم²- 2.6441 مي²).